# William Windom (Schauspieler)
William Windom (* 28. September 1923 in New York City; † 16. August 2012 in Woodacre, Marin County, Kalifornien) war ein US-amerikanischer Schauspieler.

## Karriere
Nach einem Einsatz im Zweiten Weltkrieg wandte sich William Windom der Schauspielerei zu. Seit 1949 spielte er in zahlreichen Fernsehproduktionen und war außerdem am Broadway in New York zu sehen. Sein Kinofilm-Debüt machte er 1962 als Staatsanwalt Gilmer in dem Filmklassiker Wer die Nachtigall stört unter Regie von Robert Mulligan. In den folgenden Jahrzehnten spielte er Nebenrollen in weiteren Kinofilmen wie Flucht vom Planet der Affen (1971), Ein Ticket für Zwei (1987) und Das Wunder von Manhattan (1994). 
Bekannt wurde Windom insbesondere mit der Rolle des Arztes Seth Hazlitt, den er in 52 Folgen der Fernsehserie Mord ist ihr Hobby verkörperte. Bevor er die Rolle des Arztes übernahm, spielte er bei Mord ist ihr Hobby schon in einer früheren Folge Dunkle Vergangenheit als Sam Breen einen Mörder. Bereits zuvor hatte er an weiteren Fernsehserien wie The Farmer’s Daughter My World and Welcome to It mitgewirkt, für seine Rolle in dieser Serie war Windom sogar 1969 mit einem Emmy Award ausgezeichnet worden. In der Episode Planeten-Killer der Kultserie Raumschiff Enterprise verkörperte er die Figur des Commodore Matt Decker.
William Windom arbeitete bis ins hohe Alter als Schauspieler, im Jahre 2006 zog er sich nach dem Kurzfilm Just ins Privatleben zurück.

## Privates
Windom war der Sohn von Paul und Isobel Windom. Sein Urgroßvater war der Politiker William Windom. Er war fünfmal verheiratet und hinterließ sechs Kinder.
Windom starb am 16. August 2012 im Alter von 88 Jahren in seinem Haus in Woodacre, Kalifornien, an einer Herzinsuffizienz.

## Filmografie (Auswahl)
- 1961: Kein Fall für FBI (The Detectives, Fernsehserie, 1 Folge)
- 1962: Wer die Nachtigall stört (To Kill a Mockingbird)
- 1963: Revolverhelden von Wyoming (Cattle King)
- 1963: Auf der Flucht (The Fugitive; Fernsehserie, 1 Folge)
- 1964: Nur für Offiziere (The Americanization of Emily)
- 1967, 1971: Kobra, übernehmen Sie (Mission Impossible, Fernsehserie, Folgen 24x01 "The Train", 1x02 "The Widow" und 10x06 "Blues")
- 1967: Raumschiff Enterprise: Planeten-Killer (Fernsehserie; Folge The Doomsday Machine)
- 1968: Columbo: Mord nach Rezept (Prescription: Murder; Fernsehfilm)
- 1968: Der Detektiv (The Detective)
- 1969: Die den Hals riskieren (The Gypsy Moths)
- 1970: Nur Fliegen ist schöner (Brewster McCloud)
- 1971: Flucht vom Planet der Affen (Escape from the Planet of the Apes)
- 1972: Columbo: Zigarren für den Chef (Short Fuse, Fernsehreihe)
- 1972: Es kracht – es zischt – zu seh’n ist nischt (Now You See Him, Now You Don’t)
- 1972: Pursuit (Fernsehfilm)
- 1972–76: Die Straßen von San Francisco  (The Streets of San Francisco, Fernsehserie, 3 Folgen)
- 1973: Polizeiarzt Simon Lark (Police Surgeon, Fernsehserie, 1 Folge)
- 1977: Petrocelli (Fernsehserie, Folge "Ein Mörder zuviel")
- 1979: Dallas (Fernsehserie, 2 Folgen)
- 1979–1983: Love Boat (Fernsehserie, 3 Folgen)
- 1982: Hart aber herzlich (Hart to Hart, Fernsehserie, Folge 4x02 "Gifttorte")
- 1984: Kampf um Yellow Rose (The Yellow Rose, Fernsehserie, 1 Folge)
- 1984: Hunter (Fernsehserie, Folge 1x04: "The Hot Grounder")
- 1984–1996: Mord ist ihr Hobby (Murder, She Wrote; Fernsehserie, 53 Folgen)
- 1985: … und fanden keinen Ausweg mehr (Surviving: A Family in Crisis, Fernsehfilm)
- 1987: Dennis – Der Quälgeist (Dennis the Menace; Fernsehfilm)
- 1987: Ein Ticket für Zwei (Planes, Trains & Automobiles)
- 1988: She’s Having a Baby
- 1990–1991: Eine Wahnsinnsfamilie (Parenthood; Fernsehserie, 12 Folgen)
- 1993: Angriff der 20-Meter-Frau (Attack of the 50 Ft. Woman)
- 1994: Das Wunder von Manhattan (Miracle on 34th Street)
- 1999: Ein wahres Verbrechen (True Crime)
- 2000: Ally McBeal (Fernsehserie, 1 Folge, 4x08: "Die Lametta-Krise")
- 2006: Just (Kurzfilm)